# Попов Олексій Федорович (конферансьє)
Олексі́й Фе́дорович Попо́в (15 травня 1946, Донецьк — 6 листопада 1996, Київ) — український конферансьє, заслужений артист УРСР.

## Біографія
Олексій Федорович Попов народився в багатодітній шахтарській сім'ї в Донецьку.
В 1967 році закінчив Республіканську студію естрадно-циркового мистецтва.
Працював артистом розмовного жанру в Українському гастрольно-концертному об'єднанні «Укрконцерт».
Був керівником творчої групи «Глазами молодых» («Очима молодих»).
Дружина Валентина Дмитрівна — артистка балету, донька Альона — співачка.

## Творчий доробок
Ведучий концертів, конкурсів і фестивалів.
Єдиний в Україні конферансьє, удостоєний почесного звання «Заслужений артист УРСР».
Був ведучим міжнародних концертних програм і фестивалів, зокрема «Мелодії друзів» у Києві.
Ведучий (з Тетяною Цимбал) телевізійної програми УТ «Я + Ти».

## Громадська діяльність
Був наставником творчої молоді, членом профспілкового комітету «Укрконцерту», організовував шефські виступи перед військовими, правоохоронцями.

## Відзнаки і нагороди
- 1987 — Заслужений артист УРСР
- 1974 — Лауреат П'ятого Всесоюзного конкурсу артистів естради.